# سووپیا (شهرستان اسکرینه‌ویتسه)
سووپیا (به لهستانی:  Słupia) یک روستا در لهستان است که در گمینا سووپیا (استان ووتسکی) واقع شده‌است. سووپیا ۷۳۳ نفر جمعیت دارد.